# Kunai den
Kunai den (クナイ伝?) (letteralmente "La leggenda di Kunai"), è una serie manga shōnen giapponese creata da Tabasa Iori. In Giappone è serializzato nel Weekly Shōnen Sunday, a partire dall'uscita 46 del 2007.

## Trama
La storia segue le vicende di Kunai Komori, uno studente delle medie ninja. A causa del ritiro del padre, riceve la sua spada come eredità, oltre al compito di cacciare altri ninja vampiri sanguinari.

## Personaggi
Kunai Komori
Un giovane che eredita la spada del padre, Jakoto, per il suo quattordicesimo compleanno. Viene da una famiglia di ninja vampiri. Quando beve il sangue di altri, si trasforma in una versione più alta di sé.
Itzuna Ninomiya
Compagna di classe di Kunai. Discende da una famosa famiglia di cacciatori di vampiri.
Risagiri Komori
Il padre di Kunai, che si è ritirato ed ha lasciato a suo figlio le responsabilità della famiglia.